# Mbonge
Ne doit pas être confondu avec Mbonge (peuple).
Mbonge est une commune du Cameroun située dans la région du Sud-Ouest et le département de la Meme.

## Géographie
La localité de Mbonge située sur la rive droite du fleuve Mémé est desservie par la route départementale 61 à 48 km à l'ouest du chef-lieu départemental Kumba.
| Ekondo-Titi | Konye  | Kumba I |
| Bamusso     | Mbonge | Muyuka  |
|             | Idenau | Buéa    |

## Histoire
La commune de Mbonge est instaurée en juin 1977. Elle était antérieurement une partie de la Bille Council Area dans l'ancienne Kumba Division.

## Population
Lors du recensement de 2005, la commune comptait 115 692 habitants, dont 5 287 pour Mbonge Ville. En 1967, la population du village est évaluée à 3 465 habitants appartenant aux ethnies mbonge et ibo.

## Chefferies traditionnelles
L'arrondissement compte deux chefferies traditionnelles de 2e degré reconnues par le ministère de l'administration du territoire et de la décentralisation :
- 870 : Chefferie Mbonge-Marumba
- 871 : Chefferie Ekombe-Bonji

Il compte 71 chefferies traditionnelles de 3e degré.

## Structure administrative de la commune
Outre Mbongé proprement dit, la commune comprend les localités suivantes :
- Baba
- Bai Bikom
- Bai Dieka
- Bai Estate
- Bai Foe
- Bai Grass
- Bai Kuke
- Bai Longé
- Bai Makemafen
- Bai Manya
- Bai Panya
- Bai Sombe
- Bakumba
- Bambuko
- Banga Bekele
- Banga Ngonge
- Bangélé
- Big Bekondo
- Big Butu
- Big Kotto
- Big Massaka
- Big Nganjo
- Big Ngbandi
- Bikoki
- Boa Bakundu
- Bokosso
- Bole I
- Bole Bakundu
- Bole Dipenda
- Bomana Bakweri
- Bombanda
- Bombe Bakundu
- Bombele
- Bonja
- Bopo
- Bova
- Boviongo
- Dieka Bafaw
- Dienyi
- Dissoni
- Ebie
- Ediki
- Efolofo
- Ekombe Bonji
- Ekumbe Ekundunene
- Foé Bakundu
- Kombone
- Kombone Mission
- Kosse
- Kotto Barombi
- Kotto I
- Kotto II
- Kuke Kumbo
- Kuke Mbomo
- Kumukumu
- Kwakwa
- Lifenja
- Lissombe
- Liwenyi
- Lokando I
- Lokando II
- Mabonji
- Mafanja
- Marumba Botondoa
- Marumba Bowa
- Mbalangi
- Metoko Ma Bekondo
- Mofako Bekondo
- Mofako Butu
- Mundongo ou Mondongo
- Munyengue Trouble
- Mweli ou Mueli
- Nake Bokoko
- Nake Bongwana
- New Barombi
- Nganjo
- Ngongo
- Ngongo Bakundi
- Njombe
- Pete Bakundu
- Pundu
- Small Massaka
- Small Ngbandi
- Small Nganjo
- Three Corner Bekondo

## Enseignement
L'arrondissement de Mbonge compte 29 établissements secondaires publics dont 3 lycées et 26 collèges, 27 sont anglophones et deux bilingues.
- CES bilingue de Bekondo
- CES de Bai Kuke
- CES de Bai Manya
- CES de Bai Panya
- CES de Bakumba
- CES de Banga-Bakundu
- CES de Big Butu
- CES de Big Nganjo
- CES de Boa Bakundu
- CES de Bokosso
- CES de Bole
- CES de Bombele-Mbonge
- CES de Kotto-Barombi
- CES de Marumba II
- CES de Mbalangi
- CES de Ngwandi
- CES de Small Ekombe
- CETIC de Bai Foe
- CETIC de Bombe Bakundu
- CETIC de Massaka
- CETIC de Mbonge Barumba
- CETIC de Mofako Bekondo
- CETIC de Nake Bakoko
- Lycée bilingue de Mbonge
- Lycée de Bekondo-Mbonge
- Lycée de Bombe-Bakundu
- Lycée de Ekombe Bonji
- Lycée de Foe Bakundu
- Lycée de Kombone-Mbonge